# Glen Murray (lední hokejista)
Glen Murray (*1. listopadu 1972 v Halifaxu v Novém Skotsku) je kanadský hokejista, momentálně volný hráč. 26. července 2008 byl vykoupen z kontraktu s Boston Bruins, kteří tak ušetřili místo pod platovým stropem.
Murray vyrostl v Bridgewateru a hrál juniorský hokej za Sudbury Wolves v Ontario Hockey League. V roce 1991 ho jako 18. celkově draftovali Boston Bruins, za které odehrál čtyři sezony, než byl vyměněn společně s Bryanem Smolinskim do Pittsburgh Penguins za Kevina Stevense a Shawna McEacherna. V Pittsburghu zůstal jen něco málo přes rok, než byl vyměněn do Los Angeles Kings za Eda Olczyka. Za pět let v Los Angeles si užil dost úspěchu a poté byl opět vyměněn, tentokrát s Jozefem Stümpelem zpět do Boston Bruins za Jasona Allisona a Mikka Elorantu.
Nejlepší sezona pro Murrayho byla jednoznačně sezona 2002-03, kdy si připsal 92 bodů a zúčastnil se Utkání hvězd. 23. července 2008 byl umístěn na listinu volných hráčů a o tři dny později Bruins oznámili, že ho vykoupili z kontraktu.
V listopadu 2008 měl Murray podstoupit operaci kotníku. Murray a jeho agent oznámili, že operace byla výsledkem zranění v poslední sezoně kariéry. To mohlo zvednout výši vykupující částky, nakonec se tak ale nestalo, protože mezi sezonami se Murray nabízel na trhu volných hráčů jako zdravý, stejnou informaci potvrdili doktoři Bruins na začátku července. Murray tak mohl být umístěn na seznam dlouhodobě zraněných hráčů a dostat všechny 4 miliony za tu sezonu.
Společně s manželkou Katie má tři děti.

## Klubové statistiky
| Sezona       | Klub                | Soutěž       | Základní část | Základní část | Základní část | Základní část | Základní část | Play off | Play off | Play off | Play off | Play off |
| Sezona       | Klub                | Soutěž       | Z             | G             | A             | B             | TM            | Z        | G        | A        | B        | TM       |
| ------------ | ------------------- | ------------ | ------------- | ------------- | ------------- | ------------- | ------------- | -------- | -------- | -------- | -------- | -------- |
| 1989–90      | Sudbury Wolves      | OHL          | 62            | 8             | 28            | 36            | 17            | 7        | 0        | 0        | 0        | 4        |
| 1990–91      | Sudbury Wolves      | OHL          | 66            | 27            | 38            | 65            | 82            | 5        | 8        | 4        | 12       | 10       |
| 1991–92      | Sudbury Wolves      | OHL          | 54            | 37            | 47            | 84            | 93            | 11       | 7        | 4        | 11       | 18       |
| 1991–92      | Boston Bruins       | NHL          | 5             | 3             | 1             | 4             | 0             | 15       | 4        | 2        | 6        | 10       |
| 1992–93      | Boston Bruins       | NHL          | 27            | 3             | 4             | 7             | 8             | —        | —        | —        | —        | —        |
| 1992–93      | Providence Bruins   | AHL          | 48            | 30            | 26            | 56            | 42            | 6        | 1        | 4        | 5        | 4        |
| 1993–94      | Boston Bruins       | NHL          | 81            | 18            | 13            | 31            | 48            | 13       | 4        | 5        | 9        | 14       |
| 1994–95      | Boston Bruins       | NHL          | 35            | 5             | 2             | 7             | 46            | 2        | 0        | 0        | 0        | 2        |
| 1995–96      | Pittsburgh Penguins | NHL          | 69            | 14            | 15            | 29            | 57            | 18       | 2        | 6        | 8        | 10       |
| 1996–97      | Pittsburgh Penguins | NHL          | 66            | 11            | 11            | 22            | 24            | —        | —        | —        | —        | —        |
| 1996–97      | Los Angeles Kings   | NHL          | 11            | 5             | 3             | 8             | 8             | —        | —        | —        | —        | —        |
| 1997–98      | Los Angeles Kings   | NHL          | 81            | 29            | 31            | 60            | 54            | 4        | 2        | 0        | 2        | 6        |
| 1998–99      | Los Angeles Kings   | NHL          | 61            | 16            | 15            | 31            | 36            | —        | —        | —        | —        | —        |
| 1999–00      | Los Angeles Kings   | NHL          | 78            | 29            | 33            | 62            | 60            | 4        | 0        | 0        | 0        | 2        |
| 2000–01      | Los Angeles Kings   | NHL          | 64            | 18            | 21            | 39            | 32            | 13       | 4        | 3        | 7        | 4        |
| 2001–02      | Los Angeles Kings   | NHL          | 9             | 6             | 5             | 11            | 0             | —        | —        | —        | —        | —        |
| 2001–02      | Boston Bruins       | NHL          | 73            | 35            | 25            | 60            | 40            | 6        | 1        | 4        | 5        | 4        |
| 2002–03      | Boston Bruins       | NHL          | 82            | 44            | 48            | 92            | 64            | 5        | 1        | 1        | 2        | 4        |
| 2003–04      | Boston Bruins       | NHL          | 81            | 32            | 28            | 60            | 56            | 7        | 2        | 1        | 3        | 8        |
| 2004–05      | Nehrál - stávka     | NHL          | —             | —             | —             | —             | —             | —        | —        | —        | —        | —        |
| 2005–06      | Boston Bruins       | NHL          | 64            | 24            | 29            | 53            | 52            | —        | —        | —        | —        | —        |
| 2006–07      | Boston Bruins       | NHL          | 59            | 28            | 17            | 45            | 44            | —        | —        | —        | —        | —        |
| 2007–08      | Boston Bruins       | NHL          | 63            | 17            | 13            | 30            | 50            | 7        | 0        | 0        | 0        | 2        |
| Celkem v NHL | Celkem v NHL        | Celkem v NHL | 1009          | 337           | 314           | 651           | 679           | 94       | 20       | 22       | 42       | 66       |